# Joannes Wachtendonck

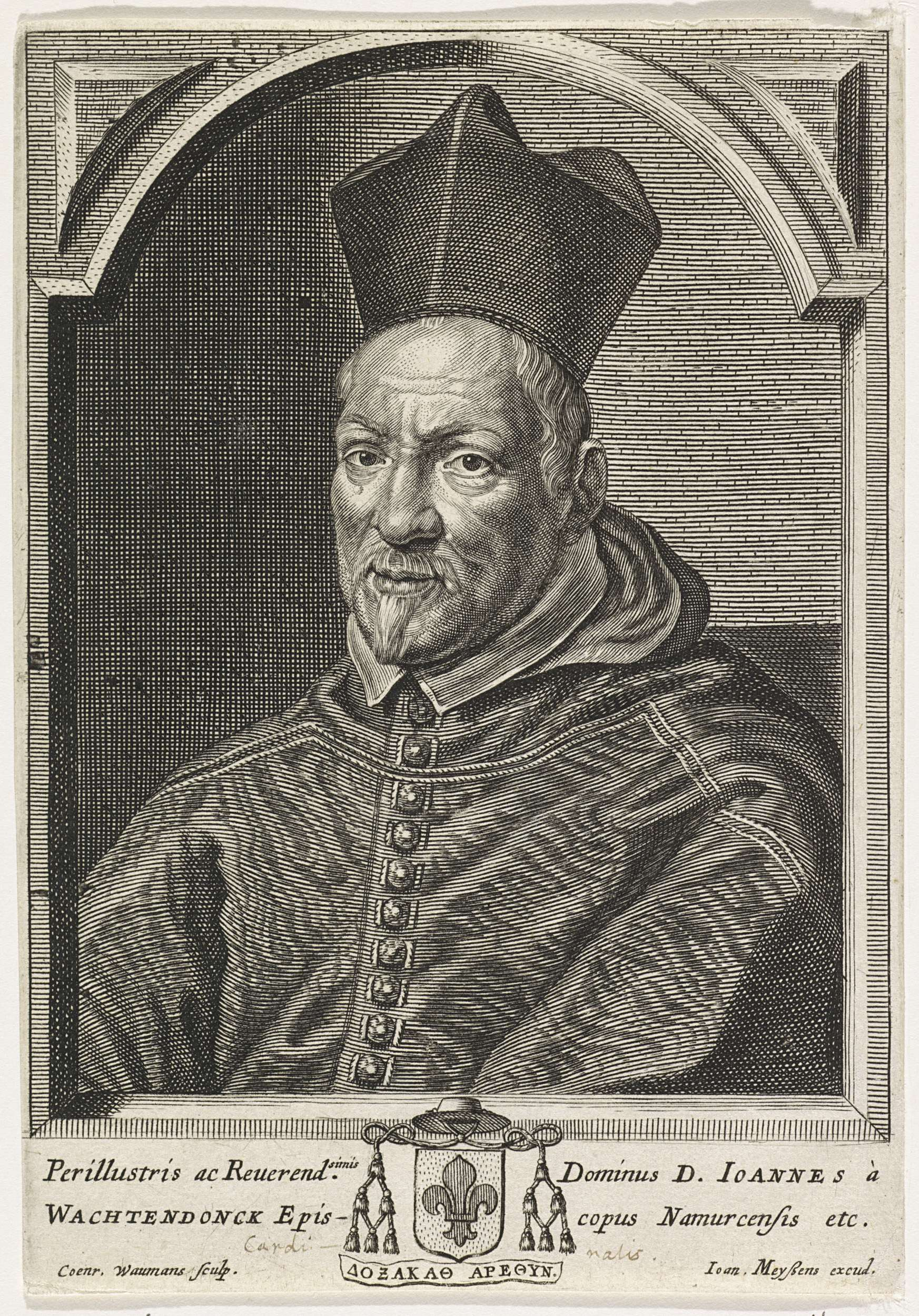
Joannes Wachtendonck

Joannes van Wachtendonck (Jean de Wachtendonck) (Mechelen, april 1592 - Brussel, 25 juni 1668) was bisschop van Namen van 1654 tot 1668 en werd kort voor zijn overlijden benoemd tot aartsbisschop van Mechelen.

## Carrière
Van Wachtendonck was de zoon van een gewezen burgemeester van Mechelen. Zijn aristocratische familie kwam oorspronkelijk uit Gelderland. Hij behaalde een licentiaat in de theologie en werd kanunnik aan het Sint-Romboutskapittel in Mechelen. Hij werd ook synodaal rechter en provisor van het Mechels seminarie. Later werd hij deken van het kapittel en raadsheer bij de Grote Raad. Hij diende als vicaris-generaal onder de aartsbisschop van Mechelen, Jacobus Boonen. 
Hij werd al in 1651 door koning Filips IV voorgedragen als nieuwe bisschop van Namen. Maar het Vaticaan draalde met zijn aanstelling omdat Van Wachtendonck werd verdacht van jansenistische sympathieën. Pas op 5 oktober 1654, nadat hij de beschuldigingen had weerlegd, werd hij benoemd tot bisschop en op 13 december 1654 gewijd. Op 2 juli 1667 werd hij benoemd tot aartsbisschop en op 22 maart 1668 werd zijn aanstelling bekrachtigd. Maar hij overleed op weg naar Mechelen, nog vóór zijn installatie, in het bisschoppelijk paleis van Brussel. Wachtendonck wordt herdacht met een eenvoudige gedenkplaat in de Sint-Romboutskathedraal.
Wachtendonck schreef in 1638 een Latijnse biografie van Sint-Rombout, Vita, passio et miracula S. Rumoldi Archiepiscopi Dublinensis, Apostoli Mechliniensis, et martyris, die in 1667 in het Nederlands vertaald werd: Het leven, 't lyden, ende mirakelen, van den H. Romboudt, artsch-bisschop van Dublin, apostel, ende martelaer van Mechelen.
- Gemeinsame Normdatei: 104175974
- Virtual International Authority File: 292073941
- WorldCat: E39PBJxWVgKPCvWphdfJHjHDMP